# Longyan Jiao
Longyan Jiao (chinesisch 龙眼角 ‚Drachenfruchtspitze‘) ist eine bis zu 44 m hohe Landspitze an der Ingrid-Christensen-Küste des ostantarktischen Prinzessin-Elisabeth-Lands. Sie bildet das nördliche Ende der Donovan Promontory in den Larsemann Hills und die nordöstliche Begrenzung der Einfahrt zur Blair Bay. Ihr vorgelagert ist Sandercock Island.
Chinesische Wissenschaftler benannten sie 1992.